# Lala Pasquinelli
Lala Pasquinelli es el apodo de María Laura Pasquinelli, (La Emilia, Buenos Aires,1976) es una artista visual, artivista, abogada y comunicadora argentina. El arte para ella es una experiencia para transformar miradas y entornos. Fundó Mujeres Que No Fueron Tapa para realizar una crítica de la representación de la mujer en los medios de comunicación.

## Biografía
Pasquinelli pertenece a la primera generación universitaria de una adinerada familia juninense propietaria de una cadena de panaderías de alta gama. Cursó la secundaria en el colegio Padre Respuela de la mencionada ciudad. Estudió abogacía y se graduó de abogada en el año 2000.El arte para ella es una experiencia y herramienta para comunicar y considera que el arte transforma visiones y entornos.
En 2015 fundó Mujeres Que No Fueron Tapa, un movimiento de arte y activismo que visibiliza la manera desigual en la que los medios muestran la imagen de hombres y mujeres y reproducen estereotipos de género a la vez que intenta cambiar o hackear las consecuencias que traen esas representaciones. Se preguntaba cómo hubiera sido su vida si hubiese crecido viendo mujeres científicas, activistas, políticas y en definitiva viendo otros cuerpos. Interesada por  la moda "como dispositivo de opresión de los cuerpos de las mujeres y de la construcción de la identidad" comenzó a  hacer obras de collage representando a otras mujeres fuera de la visión hegemónica de mujer joven sexualizada que mostraban las revistas de moda. También hace un podcast con entrevistas a mujeres que protagonizan cambios para visibilizar su historia con el mismo nombre de su proyecto Mujeres que no fueron tapa. Afirma que “Necesitamos ver a las mujeres que están haciendo cosas interesantes; saber que antes de nosotras alguien hizo lo que quisiéramos hacer, lo vuelve posible. Necesitamos conocer a las mujeres referentes que nos han abierto camino para poder seguirlas”.

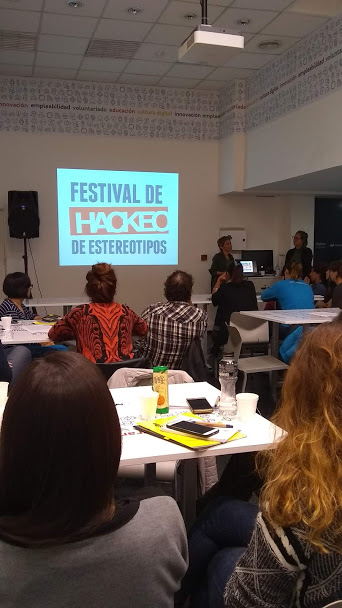
Actividades desarrolladas durante el Ciclo de charlas para docentes y educadores Aulas Abiertas

En 2017 ganó una beca para un seminario de innovadores culturales en Salzburgo y después de haber compartido con artistas, activistas, gestores culturales de todo el mundo, volvió de este encuentro con la idea de que la tecnología podría democratizar el mundo desmontando la representación de las mujeres en los medios y que las escuelas y docentes que quisieran llevar su propuesta al aula podrían hacerlo sin que ella participará en el hackeo. Para ello organizó el Festival de Hackeo de Revistas y Estereotipos, una propuesta pedagógica que acerca esta temática a escuelas secundarias de toda la Argentina  para compartirla y que el profesorado pudiera utilizarla.
A pesar de que su plataforma de comunicación es digital Lala Pasquinelli es crítica respecto a cómo las redes sociales potencian el adiestramiento social con los algoritmos condicionándonos poco a poco. En instagram a través del hastag #RebeliónDeLasF.E.A.S. recoge de forma anónima testimonios de mujeres sobre sus experiencias personales en temas como la edad, la vergüenza que sienten por tener pelos en alguna parte del cuerpo o cuando se las dicho qué tienen que hacer dieta y quién fue, entre otras temáticas.
Además pertenece al grupo Economía Femini(s)ta y en 2019, como especialista en Derecho, trabajó en un proyecto de ley para que el Estado garantizase el acceso de forma gratuita a productos menstruales a mujeres y niñas de bajos recursos. En 2021 es una de las protagonistas de ¨VOCES¨ de E! Entertainment, un documental para cuestionar los estereotipos y que quiere romper con los cánones de belleza.Recoge la voz de 350 mujeres de Latinoamérica entre ellas se encuentran además de Pasquelli, Cecilia Roth, Belky Arizala, Michelle Rodríguez y Yásnaya Aguilar.

## Reconocimientos
En 2023, fue incluida en la lista 100 Women de la BBC.